# Oi Vert Jam
O Oi Vert Jam é um evento de skate da categoria vertical no Brasil. Sua estrutura é montada no Parque dos Patins na Lagoa Rodrigo de Freitas localizada na Zona Sul da cidade do Rio de Janeiro, no Brasil.

## História
Primeira edição, em 2002, o título foi para Sandro Dias, o Mineirinho. Em 2003, o dinamarquês Rune Glifberg. Devido uma mudança de datas, o campeonato não aconteceu em 2004, em 2005, Bob Burnquist sagrou-se campeão. O ano de 2006 marcou o bicampeonato do skatista carioca (Bob). Já em 2007, Sandro Dias voltou a brilhar. Bob Burnquist levou o terçeiro título do Oi Vert Jam, em 2008. O skatista Rento Millar desbancou a hegemonia brasileira. e levou o troféu em 2009. Já em 2010, o título ficou com o paulista Marcelo Bastos. Em 2011, Marcelo Bastos conquista o bicampeonato do evento.

## Estrutura
A estrutura, tem projeto suíço e conta com dois cânions de 1,5m cada, no centro da pista. A rampa conta com 18m de largura e 4,20m altura e, por isso, é dividido em 96 partes.